# Iwona Benenowska
Iwona Zenona Benenowska – polska filolog, dr hab. nauk humanistycznych, profesor uczelni Katedry Językoznawstwa Synchronicznego, Diachronicznego i Kulturowego Wydziału Językoznawstwa Uniwersytetu Kazimierza Wielkiego w Bydgoszczy.

## Życiorys
W 1988 ukończyła studia z zakresu filologii polskiej w Wyższej Szkole Pedagogicznej w Bydgoszczy, 6 maja 1999 obroniła pracę doktorską Relacje interpersonalne wyrażane przez orzeczenia syntetyczne konstytuujące elementarne struktury zdaniowe i otwierające pozycje dla wykładników dwu argumentów osobowych, 20 września 2016 habilitowała się na podstawie pracy zatytułowanej Wartościowanie w listach Marii Pawlikowskiej-Jasnorzewskiej. Otrzymała nominację profesorską.
Objęła funkcję adiunkta w Instytucie Filologii Polskiej na Wydziale Humanistycznym Uniwersytetu Kazimierza Wielkiego oraz w Instytucie Filologii Polskiej i Kulturoznawstwa na Wydziale Językoznawstwa Uniwersytetu Kazimierza Wielkiego w Bydgoszczy.
Piastuje stanowisko profesora uczelni Katedry Językoznawstwa Synchronicznego, Diachronicznego i Kulturowego Wydziału Językoznawstwa Uniwersytetu Kazimierza Wielkiego w Bydgoszczy.